# Ludo Coeck
Ludo Coeck, né le 25 septembre 1955 à Berchem, mort le 9 octobre 1985, est un footballeur international belge.

## Biographie
Ludo Coeck débutant à K Berchem Sport, a joué onze saisons à Anderlecht au poste de milieu de terrain offensif.
Il a obtenu 46 sélections en équipe nationale belge avec qui il a disputé la coupe du monde 1982 (inscrivant un but contre le Salvador) et l'Euro 84.
Il est transféré en Italie, en 1983, à l'Inter Milan, puis à Ascoli Calcio en 1984.
Le 9 octobre 1985, à l'âge de 30 ans, il est tué dans un accident de voiture près de la ville de Rumst alors qu'il allait signer au Lierse.
Il est inhumé à Berchem.

## Palmarès
- International belge de 1974 à 1984 (46 sélections et 4 buts marqués)
- Participation à la Coupe du monde de 1982 en Espagne
- Participation à l'Euro 1984
- Champion de Belgique en 1974 et 1981 avec le RSC Anderlecht
- Vice-Champion de Belgique en 1976, 1977, 1978, 1979, 1982 et 1983 avec le RSC Anderlecht
- Vainqueur de la Coupe de Belgique en 1973, 1975 et 1976 avec le RSC Anderlecht
- Finaliste de la Coupe de Belgique en 1977 avec le RSC Anderlecht
- Vainqueur de la coupe de la Ligue pro en 1973 et 1974 avec le RSC Anderlecht
- Finaliste de la coupe de la Ligue Pro en 1975 avec le RSC Anderlecht
- Vainqueur de la Coupe d'Europe des Vainqueurs de Coupe en 1976 et 1978 avec le RSC Anderlecht
- Vainqueur de la Super Coupe d'Europe en 1976 et 1978 avec le RSC Anderlecht
- Vainqueur de la Coupe de l'UEFA en 1983 avec le RSC d'Anderlecht